# 印度联合共产党
印度联合共产党（英語：United Communist Party of India，缩写为UCPI）是印度的一个共产主义政党。该党成立于1989年5月，由印度共产党 (森)、全印共产党和旁遮普共产党合并而成。该党曾是印度共产主义者和民主社会主义者联盟的成员。